# Parapteroceras speciosum
Parapteroceras speciosum là một loài thực vật có hoa trong họ Lan. Loài này được (D.L.Jones & al.) Szlach. mô tả khoa học đầu tiên năm 2003.